# Orden Dolores Bedoya de Molina
La Orden Dolores Bedoya de Molina, es una condecoración establecida en 1983, durante el gobierno de facto del general Efraín Ríos Montt. Se utiliza para condecorar a mujeres guatemaltecas o extranjeras que hayan contribuido de manera notable al progreso, desarrollo y bienestar de Guatemala.

## Grandes Cruces
- Patricia de Arzú